# Joseph Georges Bouchard
Pour les articles homonymes, voir Bouchard.
Joseph Georges Bouchard (23 avril 1888-4 août 1956 à l'âge de 68 ans) fut un agronome, enseignant et homme politique fédéral du Québec.

## Biographie
Né à Saint-Philippe-de-Néri dans le Bas-Saint-Laurent, il fait ses études au Collège de Sainte-Anne-de-la-Pocatière et à l'Université Laval. Il se rend par la suite parfaire ses connaissances en matière agricole aux Universités de Louvain, d'Angers et de Cornell. Il épouse le 24 août 1915 Marie-Crescence Pouliot, fille du juge Joseph-Camille Pouliot. La même année, il commence à travailler comme professeur à l'École d'agriculture de Sainte-Anne-de-la-Pocatière. En 1930, il obtient un doctorat en agronomie de l'Université Laval et se fait élire par acclamation député du Parti libéral du Canada dans la circonscription de Kamouraska lors d'une élection partielle organisée après la démission du député sortant Charles Adolphe Stein. Il est ensuite réélu en 1925, 1926, 1930 et en 1935. 
Il publia plusieurs ouvrages sur le domaine agricole entre autres:
- Premières semailles, 1917
- Le domaine rural canadien, 1924
- Les paysans de France, 1924
- Les petites industries féminines à la campagne, 1927
- La renaissance campagnarde, 1935
- Vieilles choses, vieilles gens, 1926

## Archives
Il y a des fonds d'archives Joseph Georges Bouchard à la Société historique de la Côte-du-sud et à Bibliothèque et Archives Canada (fonds 
R13132). 